# Coachwork FLM Panelcraft
Coachwork FLM Panelcraft war ein britisches Karosseriebauunternehmen aus London, das 1960 gegründet wurde und dafür bekannt war, vornehmlich britische Coupés und Limousinen in Kombiwagen umzubauen. 

## Unternehmensgeschichte
FLM Panelcraft von H.S. Fry, Robert Lee und W. McNally gegründet. Die Unternehmensbezeichnung leitet sich von den Anfangsbuchstaben der Nachnamen der Gründer ab. Fry und Lee waren ehemalige Mitarbeiter des etablierten Karosseriewerks James Young; weiteres Personal kam von den Karosserieherstellern Alpe & Saunders und Corsica. Die Betriebsanlagen von FLM Panelcraft waren in den Brückenbögen der Battersea-Brücke untergebracht. Das Unternehmen existierte bis in die späten 1970er Jahre.
Eine Beziehung zu dem seit 1941 in Birmingham ansässigen Karosseriebauunternehmen Panelcraft Sheet Metal bestand nicht.

## Kreationen von Panelcraft

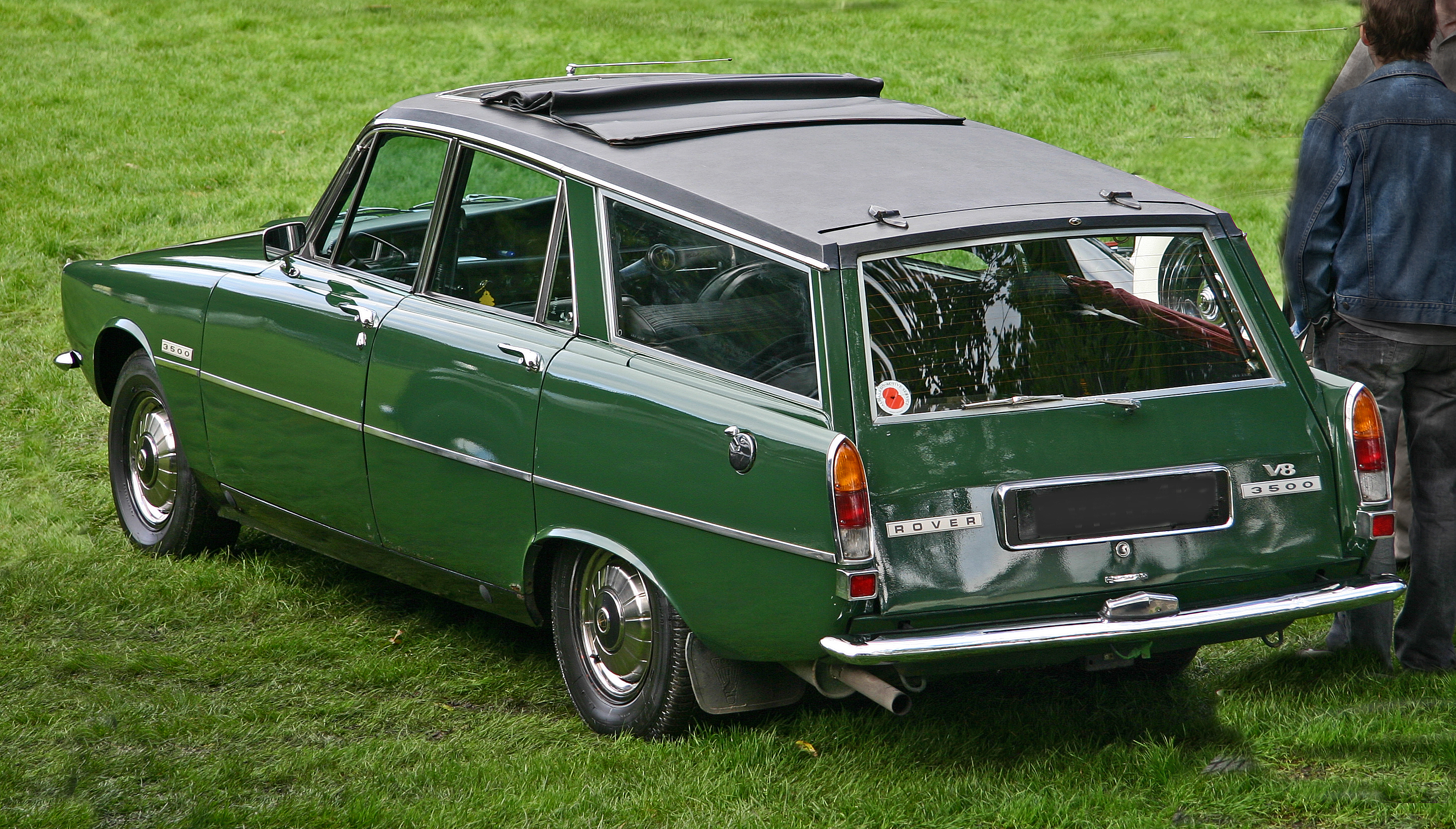
Rover P6 „Estoura“ Kombi von FLM Panelcraft

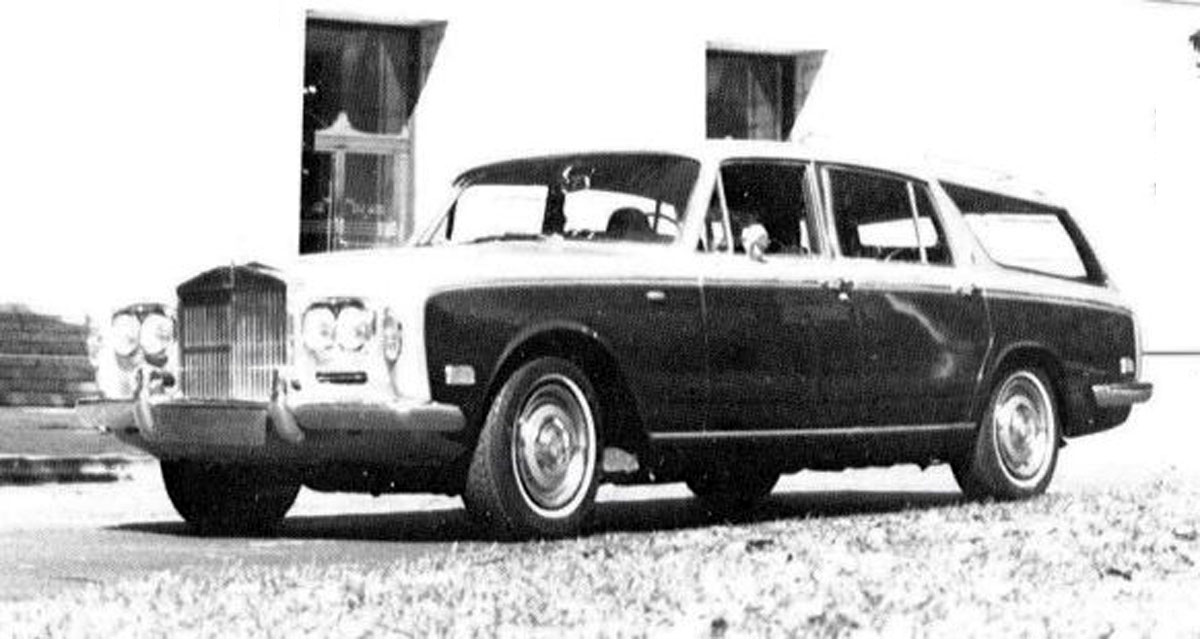
Ein von Panelcraft hergestellter Kombiwagen auf der Basis des Rolls-Royce Silver Shadow

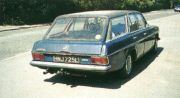
Mercedes-Benz /8 Kombiumbau von Crayford, hergestellt von FLM Panelcraft

- 1966 stellte Panelcraft drei Shooting Brakes auf der Basis des Aston Martin DB6 her und trat damit in Konkurrenz zu Harold Radford Coachbuilders, wo nach einigen DB5-Shooting Brakes auch sieben Ausführungen auf der Grundlage des DB6 entstanden. Die Panelcraft-Version unterschied sich vor allem im Bereich der hinteren Seitenfenster von den Radford-Brakes.

- 1969 schuf Panelcraft in einem Einzelstück einen Shooting Brake auf der Basis des Aston Martin DBS.

- Ab 1969 baute Panelcraft eine Kombiversion des Rover P6 namens Estoura, die gemeinsam mit den Karosserieunternehmen Crayford, H.R. Owen und Hurst Park Motors entstand. Panelcraft stellte die Bleche her und installierte das Kombi-Dach; die weiteren beteiligten Karrossierwerke übernahmen die Fertigstellung der Autos, namentlich die Herstellung des Interieurs und das Finish. Bis 1972 wurden insgesamt etwa 170 Estoura-Kombis hergestellt.

- Mindestens einen Rolls-Royce Silver Cloud baute Panelcraft zu einem Sedanca de Ville um. Dabei wurden auch die Front, die Dachpartie im Bereich der C-Säule sowie die Gehäuse der Rücklichter abgeändert. Der Wagen hatte senkrecht übereinander angebrachte Doppelscheinwerfer, welche zurückversetzt in einem gemeinsamen Podest saßen.

- Seit Einführung des Rolls-Royce Silver Shadow entwickelte Panelcraft verschiedene Umbauversionen; zu ihnen gehörte auch eine Kombiausführung. Der früheste auf veröffentlichten Bildern vorhandene Wagen stammt aus dem Jahr 1966. Er wurde nach Massachusetts in die USA ausgeliefert. Der letzte Auftrag wurde 1973 durchgeführt. Fahrzeuge vom Typ des 1977 vorgestellten Silver Shadow II wurden hingegen nicht mehr von Panelcraft in Kombis umgewandelt. In den 1990er Jahren wurden von verschiedenen amerikanischen Unternehmen Kombiumbauten auf der Basis von Silver Shadow-Modellen hergestellt; sie hatten allerdings mit den Panelcraft-Konstruktionen nichts zu tun.

- In den siebziger Jahren fertigte Panelcraft die Kombiumbauten des Mercedes-Benz /8 im Auftrag von Crayford. Die Stückzahl der umgebauten Fahrzeuge ist nicht bekannt und wird auf 200 bis 400 geschätzt.

- Schließlich entwickelte Panelcraft einige spezielle Jagdfahrzeuge auf der Grundlage des Range Rover, die vor allem im arabischen Raum verkauft wurden.